# Tour of Alberta
Il Tour of Alberta (it. Giro dell'Alberta) è stato una corsa a tappe maschile di ciclismo su strada che si è svolta nella provincia canadese dell’Alberta ogni anno nel mese di settembre. Dal 2013 al 2017 ha fatto parte del calendario UCI America Tour come evento di classe 2.1.

## Maglie distintive
La corsa prevedeva sei maglie distintive, le quali erano identiche a quelle presenti al Tour de France:
- Maglia gialla: classifica generale
- Maglia verde: classifica a punti
- Maglia a pois: classifica scalatori
- Maglia bianca: classifica giovani
- Maglia rossa: classifica canadesi
- Maglia blu: corridore più combattivo

## Albo d'oro
Aggiornato all'edizione 2017.
| Anno | Vincitore       | Secondo          | Terzo             |
| ---- | --------------- | ---------------- | ----------------- |
| 2013 | Rohan Dennis    | Brent Bookwalter | Damiano Caruso    |
| 2014 | Daryl Impey     | Tom Dumoulin     | Ruben Zepuntke    |
| 2015 | Bauke Mollema   | Adam Yates       | Tom-Jelte Slagter |
| 2016 | Robin Carpenter | Bauke Mollema    | Evan Huffman      |
| 2017 | Evan Huffman    | Sepp Kuss        | Alex Howes        |

### Altre classifiche
| Anno | Punti                | Scalatori         | Giovani      | Miglior canadese   | Squadre                 |
| ---- | -------------------- | ----------------- | ------------ | ------------------ | ----------------------- |
| 2013 | Peter Sagan          | Tom-Jelte Slagter | Rohan Dennis | Ryan Anderson      | BMC Racing Team         |
| 2014 | Ramūnas Navardauskas | Simon Yates       | Tom Dumoulin | Ryan Anderson      | Garmin-Sharp            |
| 2015 | Michael Matthews     | Benjamin Perry    | Adam Yates   | Michael Woods      | Team Cannondale-Garmin  |
| 2016 | Colin Joyce          | Danilo Celano     | Colin Joyce  | Alexander Cataford | Silber Pro Cycling Team |
| 2017 | Wouter Wippert       | Alec Cowan        | Jack Burke   | Jack Burke         | Rally Cycling           |